# Nowe Czaple (województwo pomorskie)
Nowe Czaple (kaszub. Nowé Czaple) – wieś w Polsce, położona w województwie pomorskim, w powiecie kartuskim, w gminie Stężyca, w pobliżu jezior Ostrzyckiego i Sołeckiego na obszarze Kaszubskiego Parku Krajobrazowego. 
| SIMC    | Nazwa           | Rodzaj    |
| ------- | --------------- | --------- |
| 0174013 | Czapielski Młyn | część wsi |

W latach 1975–1998 miejscowość położona była w województwie gdańskim.
Nowe Czaple 31 grudnia 2014 r. miały 182 stałych mieszkańców, z których 182 osoby mieszkały w głównej części wsi. Nowe Czaple mają także nazwaną część wsi Czapielski Młyn.
Nowe Czaple są częścią sołectwa Czaple, w skład którego wchodzą także wieś Stare Czaple i część wsi Czapielski Młyn. 
Na wschód od miejscowości znajduje się okrążony z trzech stron przez Jezioro Ostrzyckie rezerwat przyrody Ostrzycki Las.